# Partita per amore/Caschi il mondo
Partita per amore/Caschi il mondo è un singolo della cantante italiana Isabella Iannetti pubblicato il 9 maggio 1972 dalla casa discografica Durium.

## Tracce
Lato A
1. Partita per amore – 3:32 (Andrea lo Vecchio, Cristiano Malgioglio e Mino Reitano)

Lato B
1. Caschi il mondo – 2:45 (Andrea Lo Vecchio e Corrado Conti e Francesco Cassano)